# Су-Учкан
Су-Учка́н (Су-Учхан, крим. Suv Uçqan — «вода летіла») — водоспад в Криму.

## Опис
Водоспад Су-Учкан утворюється річкою Кизилкобінка при виході з отвору печери Каранлик-Коба (крим. Qaranlıq Qoba — Темна Печера), котра є нижньою частиною великого печерного комплексу Кизил-Коба (крим. Qızıl Qoba — Червона Печера). Він зривається з верху «Туфового майданчика» з висоти 25 метрів. Цей уступ створила сама річка, виносячи протягом тривалого часу з надр Долгоруківського масиву розчинене вапно та відкладаючи його у вигляді вапнякових туфів. Праворуч від нижнього каскаду знаходиться отвір невеликого гроту, що обводненний.
Водоспад розташований у 3,5 километрах від села Перевальне. Як і інші водоспади Криму, Су-Учкан найбільш повноводий навесні та під час рясних опадів. Температура води становить від +5 °C до +9 °C залежно від пори року.
Водоспад дуже мальовничий та неординарний: поруч з потужними потоками — тонкі цівки, а пишні каскади спрямовуються у тихі затони. Під основним потоком водоспаду величезний порослий зеленим мохом камінь, притулившись до обриву, утворює грот. У обрамленні зелені оточуючих дерев Су-Учкан, зриваючись з обривистого схилу г. Базар-Оба, продовжується каскадом невеликих водоспадів загальною висотою більше п'ятдесяти метрів. Далі річка протікає серед мальовничих місць, де утворилися невеликі водоспади, каскади, тихі затони та ванночки.

## Світлини

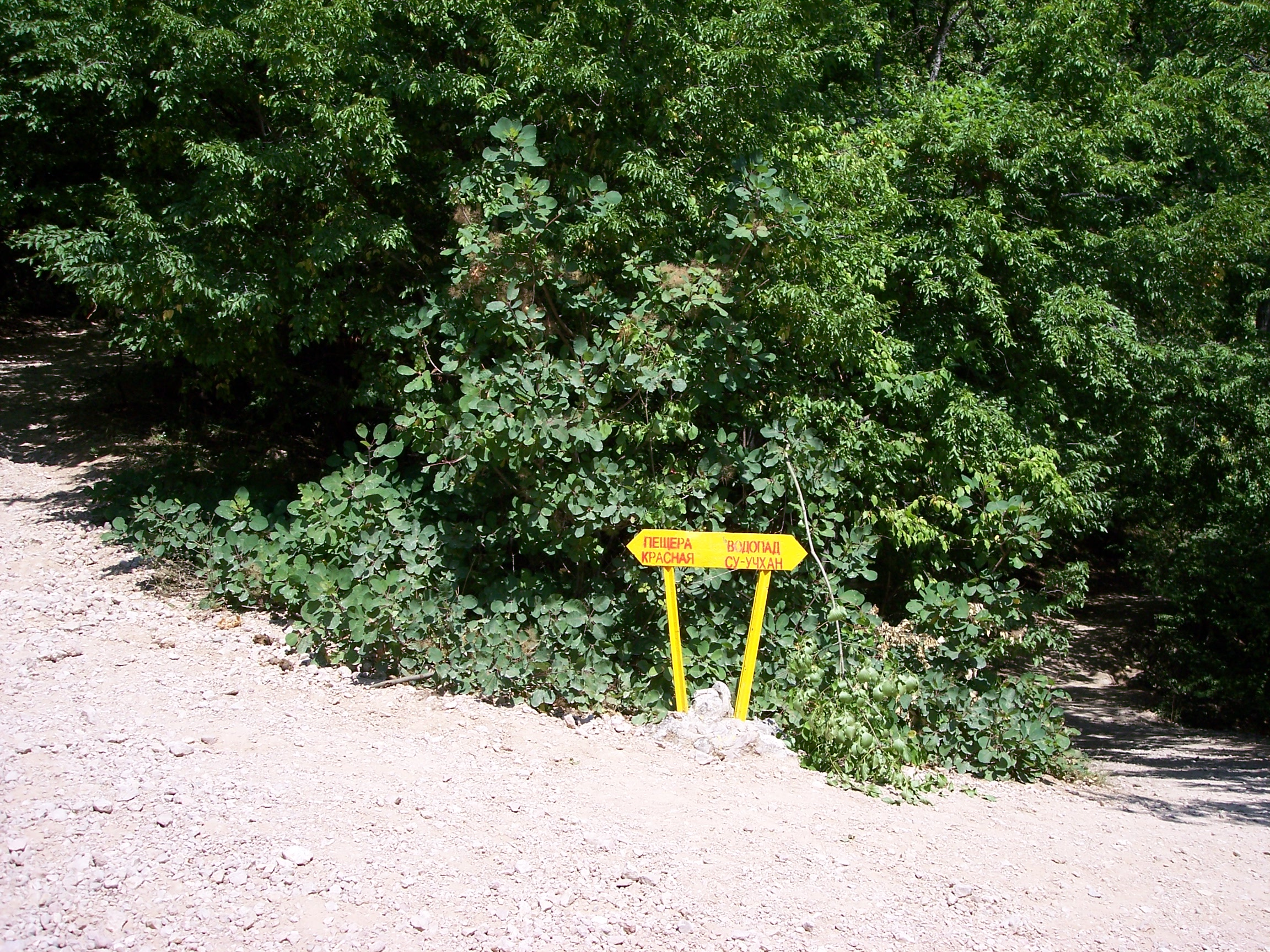
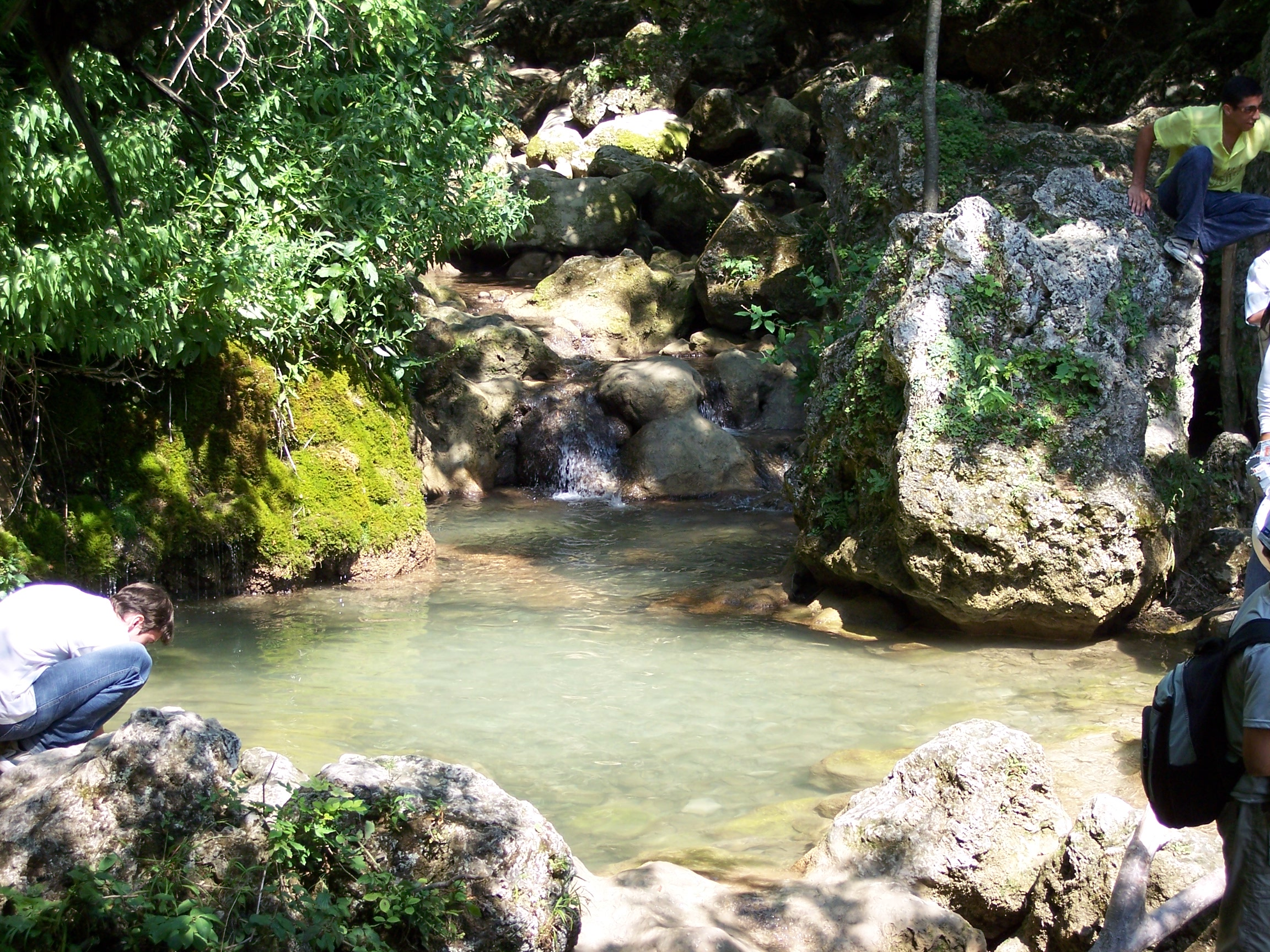
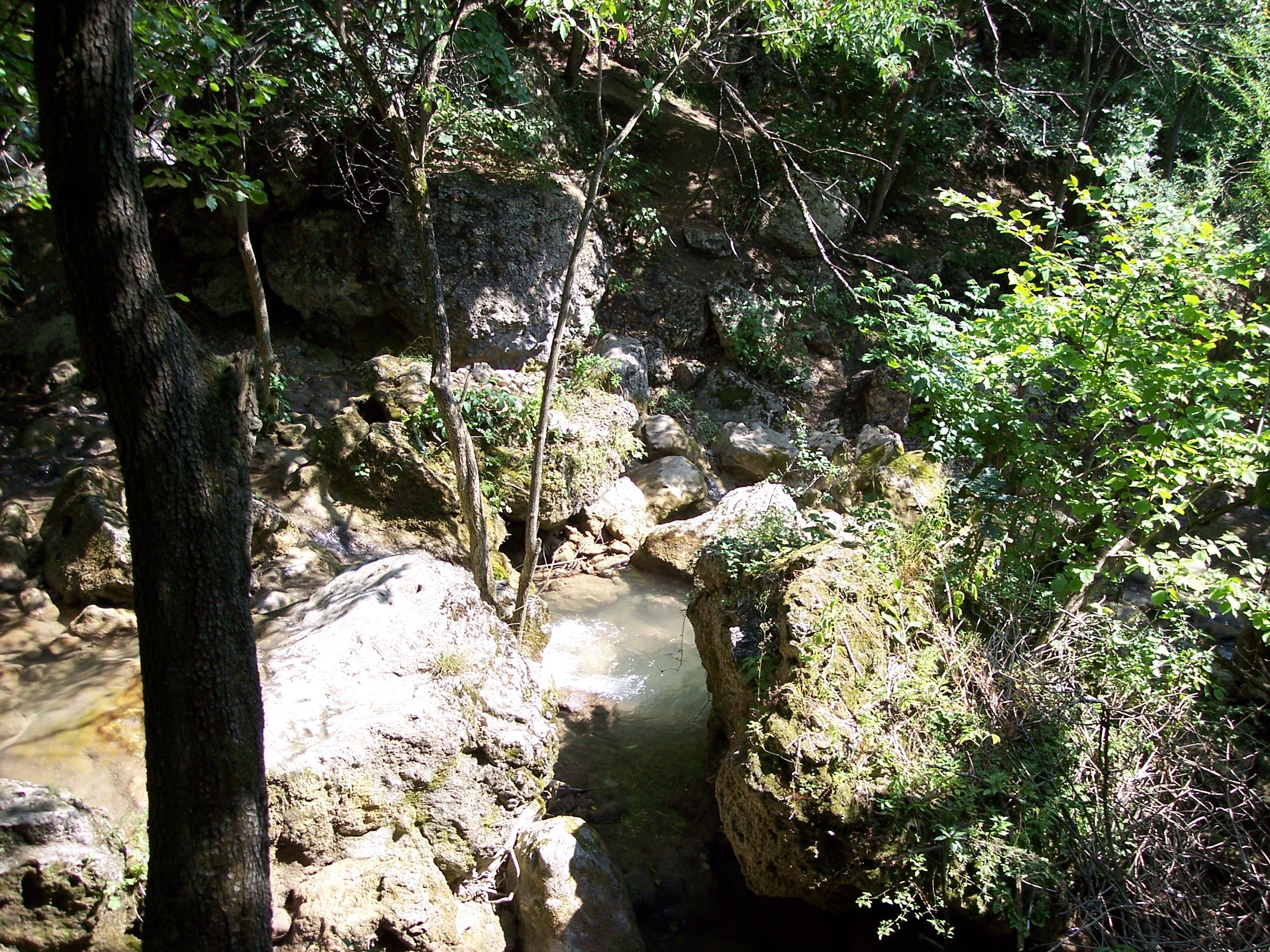
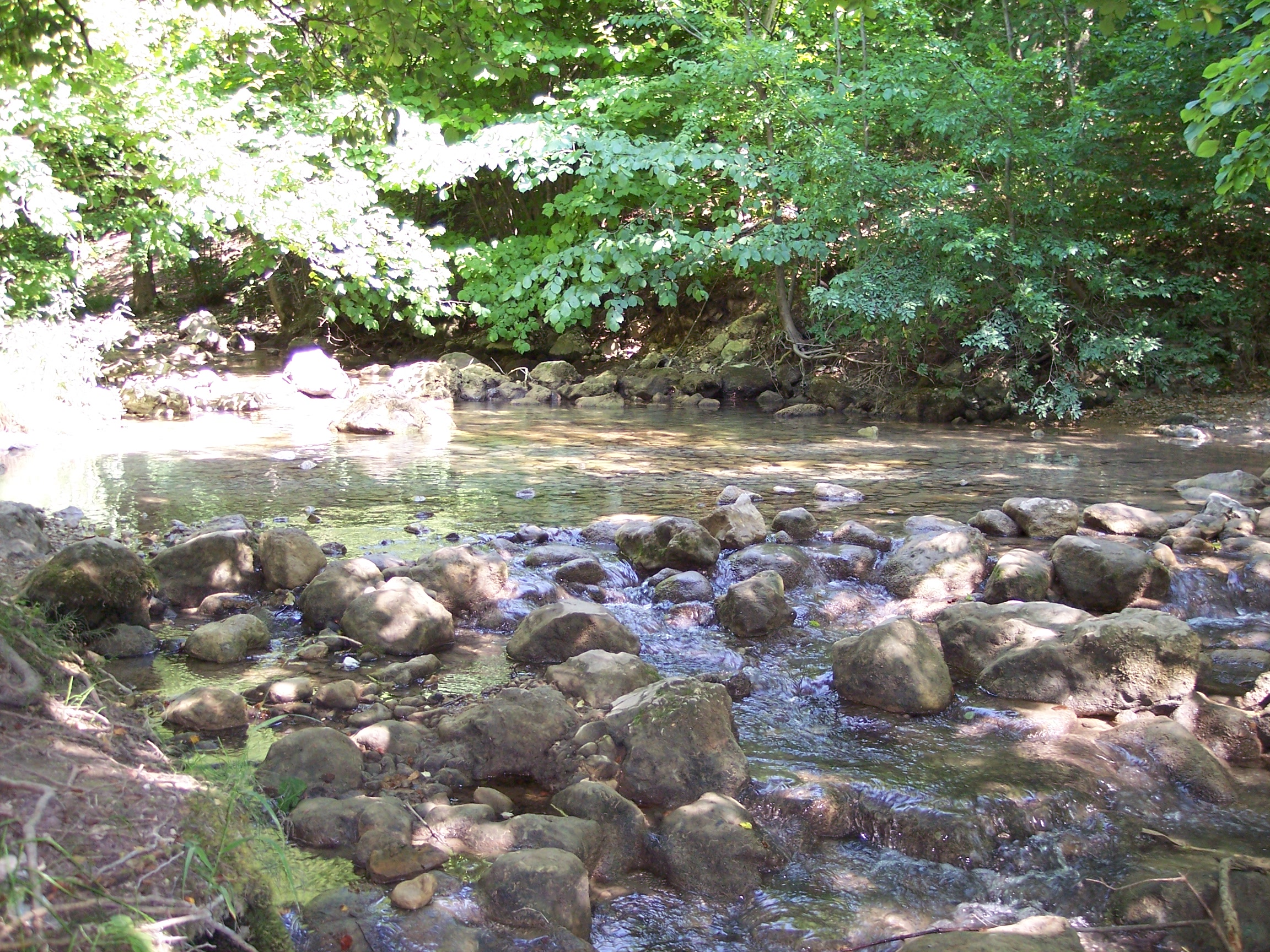
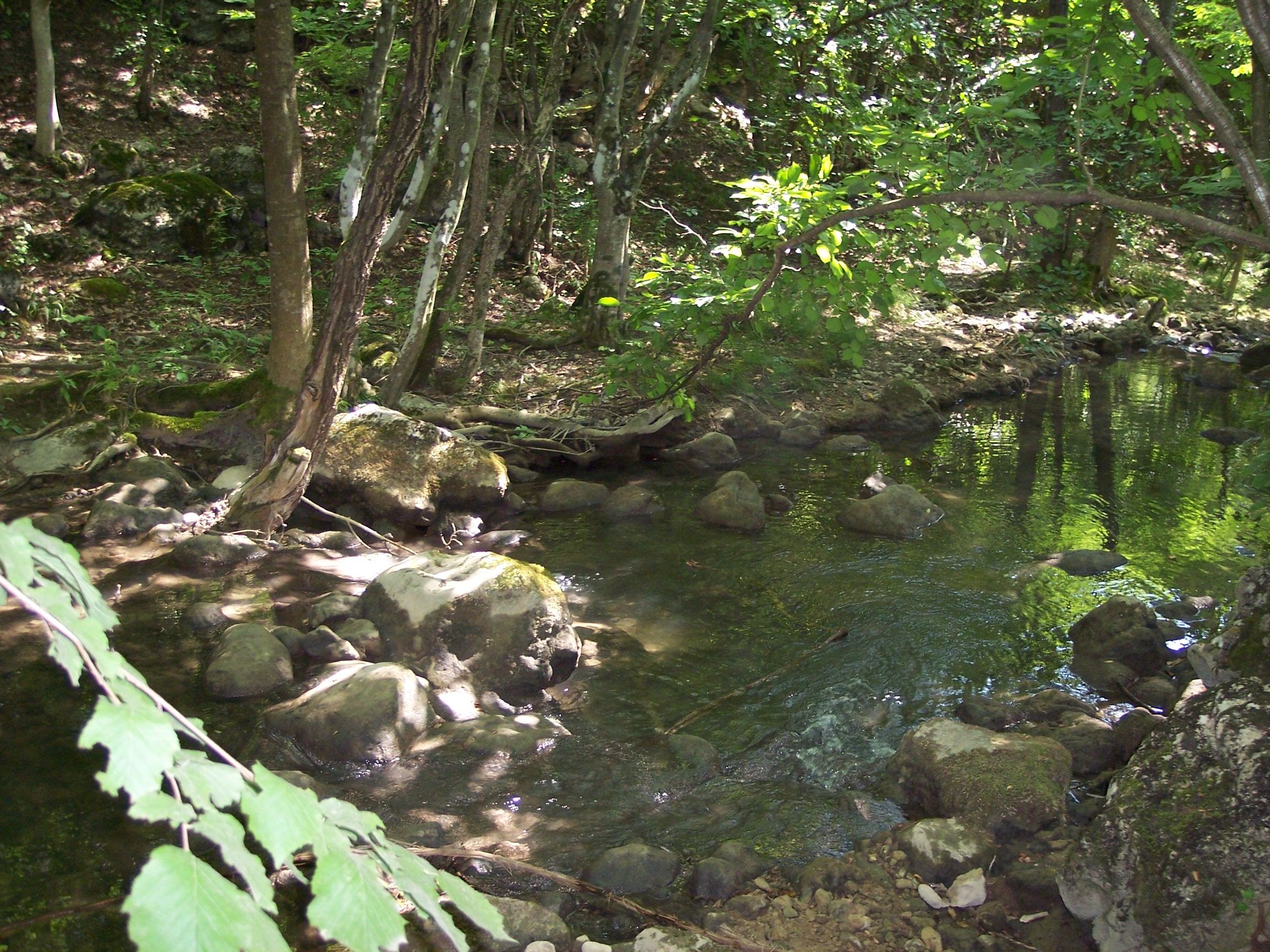